# Eucaliptón de Viérnoles
El Eucaliptón de Viérnoles, es un ejemplar de Eucalyptus globulus Labill. situado en la localidad de Viérnoles, Cantabria, España. Con sus 50 metros de altura es considerado el eucalipto común más alto de Cantabria y está entre los más grandes de España.
Tiene un tronco de 9 metros de perímetro normal con corteza pardo grisácea y ligeramente torsionado en espiral. Se divide en ocho ramas a los 20 metros de altura que contribuyen a realzar su vigoroso porte. Se localiza en el barrio de  Rodanil de Viérnoles, junto al colegio del Patronato de Protección de Menores, pudiendo acceder a él desde el exterior de la finca.
Está inventariado con el número 7 en el Árboles singulares de Cantabria.

## Galería.
|  |
|  |

|  |
|  |

|  |
|  |

|  |
|  |

|  |
|  |